# Elizabeth Rowley
Elizabeth Rowley est l’actuelle cheffe du Parti communiste du Canada. Femme politique, rédactrice et activiste politique de longue date, Rowley a été conseillère scolaire dans l'arrondissement d'East York, à Toronto. Avant de devenir cheffe du PCC, Rowley a été cheffe du Parti communiste de l'Ontario. Elle est membre du comité exécutif central du Parti communiste du Canada depuis 1978 et a fait campagne à de nombreuses reprises aux niveaux municipal, fédéral et provincial. Rowley a été élue cheffe du Parti communiste du Canada en janvier 2016 par le Comité central du Parti, à la suite du départ à la retraite de Miguel Figueroa. Elle est la première femme cheffe du PCC.

## Jeunesse et activisme
Née en 1949 en Colombie-Britannique, Rowley fréquente l'Université de l'Alberta à Edmonton et milite activement au sein de la Ligue de la jeunesse communiste du Canada. Elle adhère au Parti communiste en 1967. En tant que jeune militante, Rowley fait campagne contre la Loi sur les mesures de guerre lors de la crise d'Octobre 1970. Étant la plus jeune candidate du Parti aux élections fédérales de 1972, elle fait campagne sur des questions telles que les droits des femmes en matière de procréation, alors que l’avortement est illégale au Canada, et appelle à mettre un terme à la guerre du Vietnam, dans laquelle le Canada est impliqué. Après avoir parcouru le pays et passé quelque temps au Québec, elle s'installe dans le sud de l’Ontario et travaille comme apprentie compositrice typographe et secrétaire à Windsor, où elle est organisatrice du Parti à l’échelle locale.
En 1975, elle devient organisatrice provinciale de l'Ontario et déménage à Hamilton, où elle participe à de nombreuses luttes syndicales pour la défense des emplois, l'amélioration des conditions de vie, les droits des travailleurs, l’égalité des femmes, les programmes sociaux et la souveraineté du Canada. Alors qu’elle fait campagne pour interdire le Ku Klux Klan, son appartement est ravagé par un incendie criminel et, l’année suivante, sa voiture est la cible d'une bombe incendiaire.
En 1978, Rowley siège au Conseil de contrôle de Hamilton lors des élections pour le dernier poste de politicien dans cet organisme avant sa dissolution, à la veille des élections municipales de 1980. En début de campagne, le Service de la voirie et de la collecte des ordures ménagères de la ville demande officiellement à Rowley de retirer ses affiches électorales des biens publics, tout en prétendant que l’endroit choisi viole le règlement municipal. Au cours de sa campagne, elle plaide en faveur d’une réduction d'impôts fonciers pour les propriétaires, la construction de logements abordables et le tarif du billet d’autobus à 0,20 $. Elle mentionne au Hamilton Spectator qu'elle s’oppose à toute fusion municipale, à l’agrandissement proposé de l'aéroport de Hamilton, au dépotoir de la rue Upper Ottawa et aux compressions budgétaires dans le financement de la culture. Le soir des élections, Rowley termine en 6e position sur un total de 8 candidats et obtient 13 320 votes.

## Combat pour la survie du PCC
Pendant le conflit interne au sein du Parti communiste, à la suite de la dissolution de l'Union soviétique, Rowley est parmi les premiers militants à se voir expulser du Parti par le secrétaire général, George Hewison, après s’être vigoureusement opposée à sa proposition d’abandon du marxisme-léninisme en tant qu'idéologie et à liquider le Parti communiste du Canada au sein d’une formation élargie de gauche. Aux côtés de l’ancien secrétaire du Parti, William Kashtan, Miguel Figueroa, Kimball Cariou ainsi que d’autres membres, elle joue un rôle déterminant dans la lutte des membres pour faire échec aux tentatives de dissolution du PCC, au début des années 1990.
Une fois rétablie par les membres, Rowley contribue à la direction d’une initiative visant à traduire en justice le groupe de Hewison, devenant ainsi la négociatrice principale pour un parti pro-léniniste. Le règlement juridique qui en résulte voit les actifs du parti se diviser en deux, le groupe léniniste étant celui qui conserve le nom du Parti. Plus de 15 % des membres quittent également le Parti au moment de cette scission. Le Parti communiste tient un nouveau 30e Congrès en 1991, au cours duquel Rowley est réélue à la direction du Parti. En quelques années, le Parti entame une nouvelle action en justice, cette fois dans le but de préserver son identité à titre de parti politique enregistré. L'affaire Figueroa est enclenchée, à la suite de l’enregistrement du Parti en 1993.

## Cheffe du PCC Ontario et conseillère scolaire
Rowley arrive en Ontario en 1988, après être élue cheffe du Comité ontarien du Parti communiste, l’une des premières femmes cheffes d’un parti politique ontarien. Elle dirige le Comité ontarien du Parti communiste dans plusieurs campagnes, notamment contre le libre-échange, ainsi qu'à l'occasion des Élections générales ontariennes de 1990. Pendant de nombreuses années, Rowley s’oppose fermement à l'ALENA et à d’autres accords commerciaux qui, à son avis, menacent les services publics, elle promeut l’éducation publique et l'assurance-maladie, ainsi que les droits civils et les causes des travailleurs.
Au milieu des années 1990, Rowley devient une puissante porte-parole du peuple contre les compressions imposées par le gouvernement conservateur de Mike Harris en Ontario, notamment en ce qui concerne les Journées d’action en Ontario. En dépit de la chasse aux sorcières communistes du maccarthysme, Rowley est élue conseillère scolaire dans l’ancien arrondissement d’East York, quartier 2, à Toronto. Dans le cadre de son travail, Rowley côtoient des débutantes en politique telles que Gail Nyberg et Jane Pitfield de 1994 à 1997, à l’époque de la fusion du conseil d’administration. À la suite de son mandat comme conseillère scolaire, Rowley revient à la direction du PCC en Ontario. En 2001, elle est de nouveau réélue au sein du Comité exécutif central du Parti communiste du Canada et remplace également Hassan Husseini à la tête du Parti communiste de l'Ontario, à peu près à la même époque.
C'est à partir de cet instant que Rowley devient chroniqueuse régulière pour le People's Voice, un journal de la classe ouvrière qui se décrit comme étant une presse socialiste. Elle écrit également de nombreux articles sur la résistance populaire au Canada, lesquels sont traduits dans plusieurs langues et publiés dans le monde entier. [réf. nécessaire]. Rowley prend la parole lors de conférences internationales et de forums progressistes en Europe, en Amérique et en Asie, et représente le Parti communiste du Canada à plusieurs reprises à la Rencontre internationale des partis communistes et ouvriers. Elle s'exprime ouvertement sur des questions telles que les arrestations au Sommet du G20 à Toronto, l’administration de Rob Ford, les droits des migrants et des immigrants à Toronto, plaide en faveur d’un conseil scolaire unique et laïc, de l’assurance automobile publique, de la paix et la lutte contre le racisme, d'un mode de scrutin proportionnel plurinominal et bien davantage.

## Cheffe du PCC
Rowley est élue cheffe du Parti par le Comité central du PCC lors d’une réunion à Toronto du 30 au 31 janvier 2016. Ce changement de leadership survient à la suite du départ à la retraite de Miguel Figueroa qui, après 23 ans de service, doit quitter son poste pour des motifs de santé. Bien qu’elle ne soit pas la première femme à intégrer la direction du PCC, elle est cependant la première à le diriger. Au printemps 2019, Rowley a effectué une tournée dans 15 villes au Canada pour s’adresser aux membres et sympathisants du PCC, en vue du 38e Congrès central du Parti, et afin de mener la campagne du PCC contre l'Accord de partenariat transpacifique.

## Vie privée
Rowley épouse un métallurgiste au milieu d’une grève de 125 jours à Hamilton Stelco en 1981. Elle est la mère de deux enfants adultes. Dans ses temps libres, Rowley adore s'occuper de son jardin à East York, Toronto.

## Résultats électoraux
- Élections fédérales canadiennes de 1972, Edmonton-Strathcona, 152 voix (élu : Douglas Roche, progressiste-conservateur ) (remarque : Rowley, encore étudiante au moment de cette élection, s’était présentée comme candidate indépendante)
- Élections fédérales canadiennes de 1974, Windsor-Walkerville, 165 votes (élu : Mark MacGuigan, libéral )
- Élections fédérales canadiennes de 1979, Hamilton Mountain, 102 votes (élu : Duncan Beattie, progressiste-conservateur )
- Élections fédérales canadiennes de 1980, Hamilton Mountain, 65 votes (élu : Ian Deans, Nouveau Parti démocratique )
- Élections générales ontariennes de 1981, Hamilton-Ouest, 260 votes (élu : Stuart Smith, libéral )
- Élections fédérales canadiennes de 1984, Hamilton-Est, 87 votes (élue : Sheila Copps, libérale )
- Élections fédérales canadiennes de 1988, Hamilton-Est, 133 votes (élue : Sheila Copps, libérale )
- Élections générales ontariennes de 1990, Oakwood, 197 votes (élu : Tony Rizzo, Nouveau Parti démocratique de l'Ontario )
- Élections fédérales canadiennes de 1993, Broadview — Greenwood, 151 votes (élu : Dennis Mills, libéral ) (remarque : Rowley s’était présentée à titre d’indépendante à ces élections, le Parti communiste du Canada n’étant pas reconnu à ce moment-là comme parti officiel)
- Élections générales ontariennes de 1999, Don Valley-Est, 91 votes (élu : David Caplan, libéral )
- Élections fédérales canadiennes de 2000, Etobicoke-Nord, 347 votes (élu : Roy Cullen, libéral )
- Élections générales ontariennes de 2003, Scarborough-Centre, 241 votes (élu : Brad Duguid, libéral )
- Élections fédérales canadiennes de 2004, Scarborough-Sud - Ouest, 168 votes (élu : Tom Wappel, libéral )
- Élections fédérales canadiennes de 2006, Scarborough-Sud - Ouest, 120 votes (0,29%) (élu : Tom Wappel, libéral )
- Élections générales ontariennes de 2007, Brampton-Springdale, 150 votes (0,4%) (élue : Linda Jeffrey, libérale )
- Élections fédérales canadiennes de 2008, Windsor-Ouest, 125 votes (0,3 %) (élu : Brian Masse, Nouveau Parti démocratique )
- Élection partielle ontarienne de 2012, Kitchener—Waterloo, 85 votes (0,18 %) (élue : Catherine Fife, Nouveau Parti démocratique )
- Élections fédérales canadiennes de 2015, Sudbury[10]